# Nicolas Hauducœur
Nicolas Hautducoeur est un homme politique français né le 7 novembre 1729 à Vicq (Yvelines) et décédé le 31 mai 1796 à Neauphle-le-Château (Yvelines).
Laboureur à Vicq, il est député du tiers état aux États généraux de 1789 pour le bailliage de Montfort-l'Amaury. Il siège dans la majorité.

## Sources
- « Nicolas Hauducœur », dans Adolphe Robert et Gaston Cougny, Dictionnaire des parlementaires français, Edgar Bourloton, 1889-1891 [détail de l’édition]